# Pump and treat
Il pump and treat è una tecnica di bonifica del suolo che consiste nel pompaggio e trattamento in superficie delle acque di falda inquinate. Si tratta di una soluzione tecnica che tramite pozzi di emungimento, opportunamente scelti in base all'andamento della falda e dell'inquinante nonché dell'estensione dell'area interessata, ha l'obiettivo di creare una depressione del livello piezometrico al fine di catturare il fronte di contaminazione presente in soluzione nell'acquifero.
Il processo prevede la creazione di uno sbarramento idraulico, dovuto al pompaggio di acqua dalla falda, ed il successivo trattamento delle acque estratte. L'acqua, in uscita dal processo di trattamento, può essere riversata in fognatura o in un bacino idrico superficiale. La tecnica di pump and treat è un processo di bonifica on site.

## Fasi di intervento
Il processo di bonifica avviene solitamente secondo le seguenti fasi:
- Prelievo dell'acqua inquinata dai pozzi di estrazione per mezzo di pompe. Il numero di pozzi impiegati dipendente dall'estensione dell'area da bonificare e dal tipo di sorgente contaminante;
- Raccolta dell'acqua in serbatoi e invio all'impianto di trattamento;
- Depurazione dell'acqua inquinata e reinserimento della stessa nella falda o eventuale scarico in fognatura.

## Meccanismo
Per il trattamento dell'acqua di falda pompata dal terreno contaminato si utilizzano le tradizionali tecnologie di trattamento applicate alle acque di scarico di tipo biologico e non (trattamento fanghi sospesi, a biomassa immobilizzata, con carboni, ecc.). Per migliorare il processo di bonifica l'acqua depurata può essere reinserita a monte della zona inquinata, in questo modo si ha l'aumento della portata di ricircolazione nella zona da trattare migliorando il recupero dell'inquinante.
I principali aspetti da tenere in considerazione nel realizzare un impianto per la bonifica di tipo pump and treat, sono i seguenti:
- La portata totale del pompaggio dei pozzi;
- Il numero e l'ubicazione dei pozzi impiegati;
- Il tempo previsto per realizzare la bonifica dell'area;
- Il sistema di monitoraggio che si intende utilizzare.

La tecnica di pump and treat, vista la tipologia del processo che comporta il pompaggio dell'acqua dalla falda e un successivo reinserimento della stessa in superficie, può portare all'impoverimento della falda stessa e quindi questa metodologia non permette di preservare la risorsa dal punto di vista quantitativo.
C'è inoltre la possibilità che l'acqua trattata migri verso la zona contaminata della falda compromettendo l'azione svolta. È quindi importante, prima di effettuare questo tipo di trattamento, conoscere, attraverso prove in-situ e in laboratorio, l'ubicazione delle sorgenti contaminanti (tipologia, natura ed estensione, caratteristiche chimiche degli inquinanti) e le caratteristiche idrogeologiche dell'area da bonificare.
Il pump and treat è un processo di bonifica che comporta costi relativamente alti e presenta tempi di risanamento molto lunghi.
Fa eccezione il caso di trattamento di inquinanti relativamente solubili e che hanno poca affinità con il terreno.

## Applicazioni
La tecnica del Pump and Treat è impiegata con successo quando si deve intervenire in aree che presentano contaminazione di acque sotterranee, questo perché il processo presenta una facile progettazione e rapida messa in opera dell'impianto. Esso permette di realizzare un immediato effetto di sbarramento alla migrazione verso valle della contaminazione realizzando così un effetto di contenimento. La tecnica, inoltre, permette di raggiungere falde contaminate anche a notevole profondità. I contaminanti pompati dalla falda sono inviati al trattamento e il sistema più utilizzato impiega filtri a carboni attivi.
Il pump and treat è adatto per la bonifica di area contaminate da inquinanti miscibili con l'acqua, è invece poco efficace nel caso siano presenti composti organici immiscibili DNAPL.
I sistemi possono essere progettati sia per rimuovere i contaminanti dall'acquifero, attraverso la bonifica della falda idrica inquinata, sia per realizzare un controllo idraulico della zona inquinata, senza rimuovere cioè una massa significativa delle sostanze inquinanti. In quest'ultimo caso, l'applicazione della tecnica si configura come una messa in sicurezza e non una bonifica.
In alcune situazioni si applica solo la fase di pump (di pompaggio) del processo, i pozzi prendono il nome di pozzi di spurgo e, in questo caso, l'acqua prelevata dalla falda viene reimmessa in acque superficiali o direttamente in fognatura senza subire la fase di treat” (di trattamento). In questo caso occorre effettuare delle analisi accurate per valutare i livelli di contaminanti presenti nella falda in modo da non oltrepassare i limiti previsti dalla legge.
Un'ulteriore applicazione consiste nell'applicare il Pump and Treat in combinazione con il processo di Nutrient Injection, quest'ultimo permette di stimolare l'attività biologica della falda inquinata riducendo quindi i tempi di trattamento. La tecnica prende il nome di Pump, Treat and Reinjection.